# Яна Вева
Яна Вева (род. 3 августа 1984 года в Ленинграде, РСФСР,
СССР) — российская певица, музыкант, композитор, поэт.
Вокалистка, музыкант и соавтор музыки и текстов группы Theodor Bastard (совместно с основателем коллектива Фёдором Сволочью).
Вокалистка, автор текстов и вокальных партий в проектах немецкого композитора Штефана Хертриха SpiRitual и Shiva in Exile
и в других проектах российских и зарубежных музыкантов, а также в сольном проекте.
Обладательница редкого вокального тембра и диапазона и собственной, самостоятельно разработанной манеры пения.
Многие песни Яна Вева исполняет на собственном, изобретенном ею идиосинкратическом языке.
Из существующих языков в песнях Яны Вевы звучат: русский, английский, латынь,
старонорвежский, сербский, науатль, язык индейцев майя,
африканского племени Бенга, пушту, урду, фарси и другие.
Идейная направленность творчества Яны Вевы полностью отвергает, не приемлет повседневную тематику и обращена к вечным темам, мифологии и фэнтези.
Одним из источников её творчества являются сны:

Иногда мне снятся невероятные сны, и я вскакиваю посреди ночи — чтобы записать, чтобы не забыть. Специально не придумаешь такого, это какая-то космическая бездна нашептывает тебе истории, пока ты спишь.
— Яна Вева, интервью сайту «Афиша Волна»

## Биография
Яна Вева родилась в Ленинграде, росла на хуторе у бабушки в Брянской области, где с раннего детства слышала русские народные песни. По образованию художница — закончила Санкт-Петербургскую государственную художественно-промышленную академию, владеет искусством станковой живописи, книжной графики и дизайна, компьютерной графики, моделирования одежды.
Некоторые картины Яны Вевы, как «Телохранитель луны», «Лесной дух» и другие известны в петербургской артистической среде, их репродукции публиковались в журналах, в том числе в журнале готической культуры R.I.P. Архивная копия от 16 декабря 2016 на Wayback Machine:

«Телохранитель луны» (холст, масло) названа по одноимённой песне группы Химера. Здесь все дело в контрастных красках: в красном одеянии «телохранителя» и ярко-жёлтой луне. Японские иероглифы в углу картины означают что-то в таком роде: «Спокойный. Мертвый. Свет».
— Фёдор Сволочь, журнал R.I.P. № 17, февраль/март 2008, стр. 27

### В составе группы Theodor Bastard

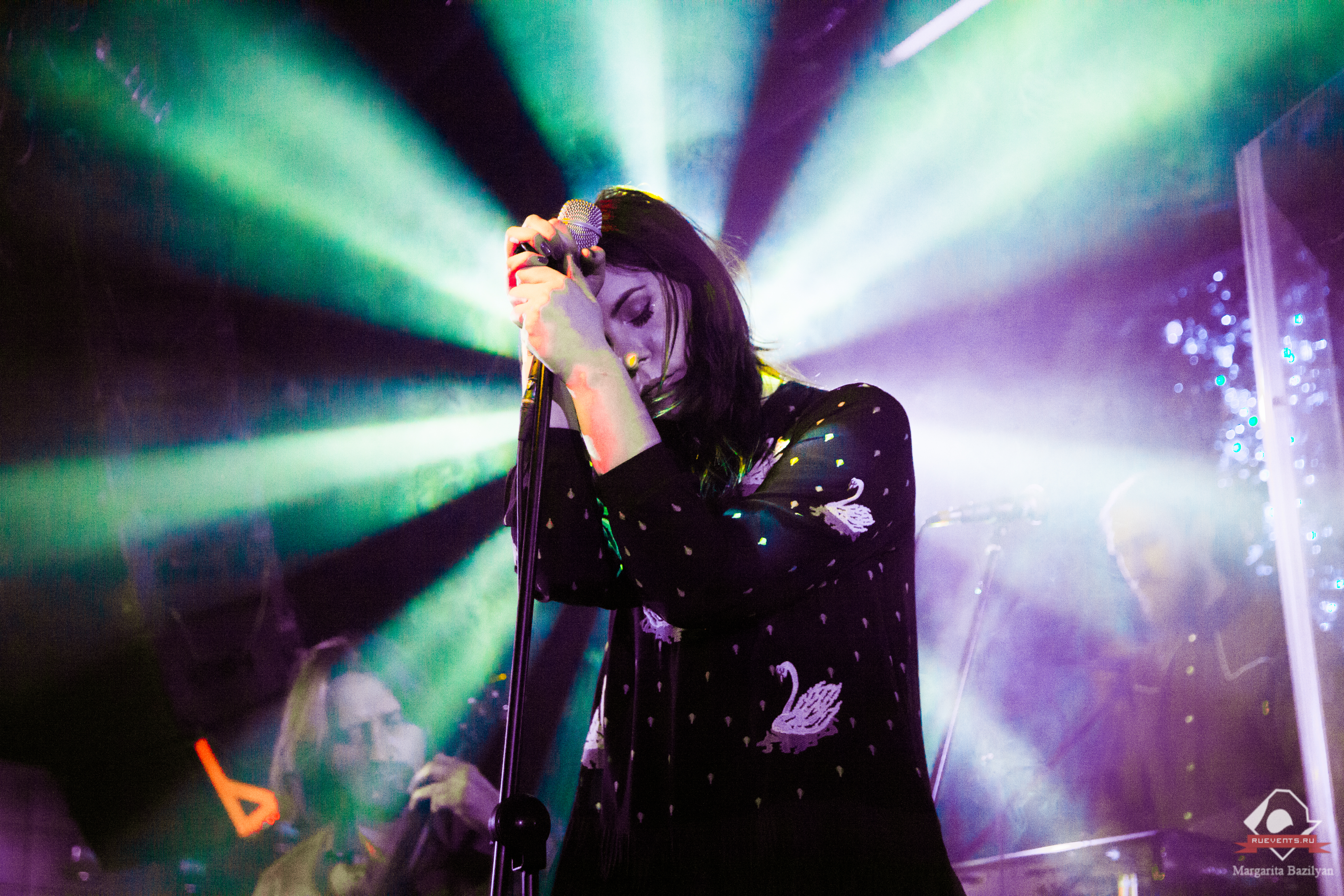
Яна Вева, фото Маргариты Базильян

В начале 2000-х годов Яна Вева становится постоянным участником группы Theodor Bastard, вначале музыкантом (гитара,
окарина, экспериментальные инструменты), а затем ведущей вокалисткой и соавтором музыки и текстов — вместе с
основателем коллектива Фёдором Сволочью.
О кардинальном влиянии прихода Яны Вевы на творчество коллектива Фёдор Сволочь, отвечая на вопрос журналиста издания «Наш Неформат», сказал:

Екатерина Борисова: — Когда в группу пришла Яна, это было качественное изменение или развитие того, что уже намечалось ранее?

Фёдор Сволочь: — Это было просто рождение группы. Тогда мне казалось, что хорошо бы иметь группе какую-то историю, бэкграунд, и потому всё, что я до того
делал в одиночку, я прилепил к нашему прошлому. Произвел этакую махинацию со временем. То есть были два-три шумовых концерта без Яны,
но когда мы начали выступать как THEODOR BASTARD, это уже был коллектив, который сейчас, возможно, как-то изменился, но чьей основой всегда был голос Яны.
— Интервью журналу «Наш Неформат»
Ему вторит музыкальный критик Илья Чекинев:

Группа имени своего лидера Федора по прозвищу «Сволочь» выросла в середине 90-х из нойзового проекта:
означенный Федор всегда питал страсть к экспериментам со звуком.
Группа периодически выступала в странных местах — например, в Галерее экспериментального звука (…).
Но полноценной группой Theodor Bastard стали только с приходом вокалистки Яны Вевы.
— Российская Газета: В Москве выступят рок-аристократы Theodor Bastard
Первым альбомом Theodor Bastard, полностью основанным на вокале Яны Вевы, стал вышедший в 2004 году альбом «Пустота».
Для правильного понимания роли и места Яны Вевы в группе Theodor Bastard очень информативны эти два лаконичных высказывания Фёдора Сволочи:

Я преклоняюсь перед её талантом, и замечу, что всё, что мы делаем, построено вокруг именно голоса Яны.
— Фёдор Сволочь, интервью сайту Kroogi

А ещё не стоит забывать, что THEODOR BASTARD это Яна.
— Фёдор Сволочь, интервью неофолк-журналу Stigmata

### Участие в других проектах

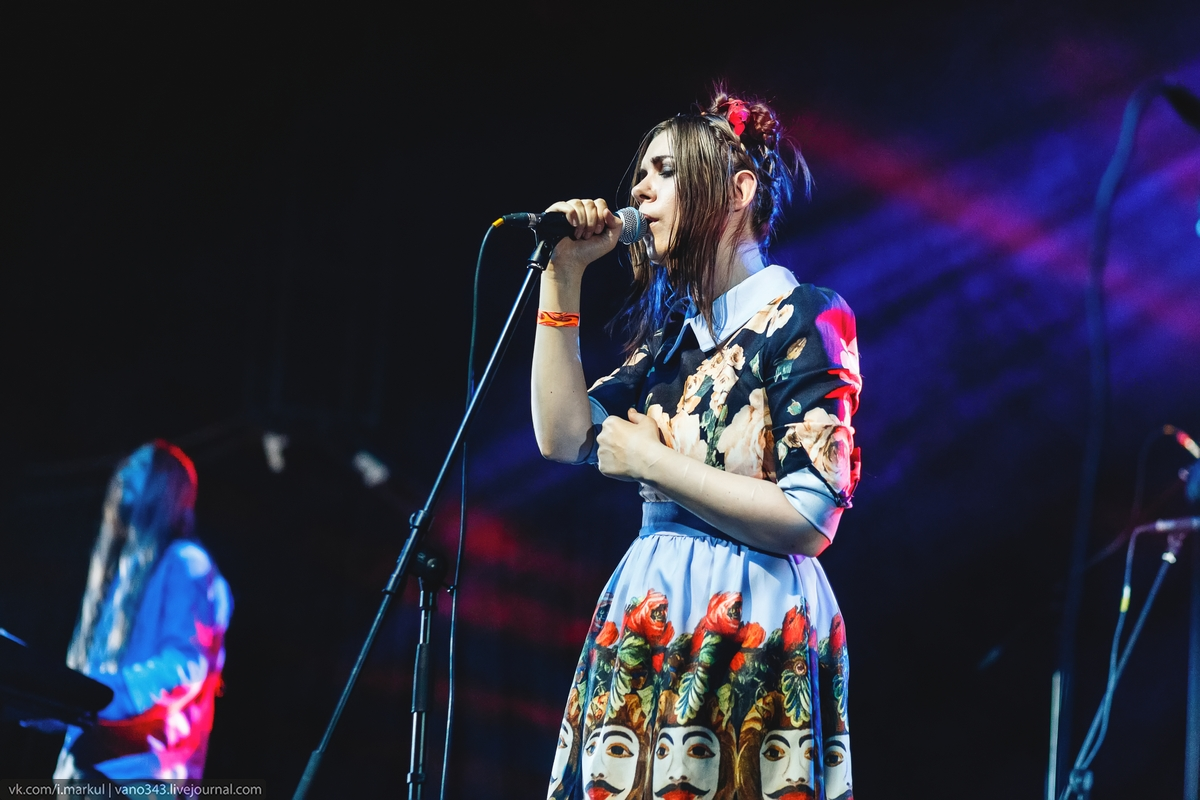
Яна Вева, фото Ивана Маркуля

Яна Вева участвовала в ряде других проектов. Наиболее известны из них проекты немецкого композитора
Штефана Хертриха SpiRitual и Shiva in Exile, сочетающие черты восточной музыки и готического металла.
Яна Вева написала тексты и вокальные партии для трех композиций альбома Pulse проекта SpiRitual и для всех композиций альбома Nour проекта Shiva in Exile.
Альбомы были очень высоко оценены музыкальными критиками, так на немецком портале готической музыки The Pit альбом Pulse получил оценку
9,5 из 10,
на металлическом портале Walls of Fire он был оценен как 5 из 5.
Композиция «Nahash» с альбома Pulse вошла также в сборник Sonic Seducer Cold Hands Seduction Vol. 57, изданный известным немецким музыкальным журналом Sonic Seducer тиражом 60000 экземпляров. Также существует композиция «Shadow», не вошедшая в альбомы, она была опубликована Штефаном Хертрихом на его канале YouTube.
О значении участия Яны Вевы, отвечая на вопрос корреспондента главного немецкого портала металлической музыки Metal.de, Штефан Хертрих сказал:

— Какие приглашенные музыканты на этот раз?

— На самом деле нет ни одного приглашенного музыканта. Яна Вева (певица из России) в настоящее время является неотъемлемой частью группы.
Оригинальный текст (нем.)- Welche Gastmusiker gibt es diesmal?

- Eigentlich gar keinen Gastmusiker. Yana Veva (Sängerin aus Russland) ist nun fester Bestandteil der Band.
— SpiRitual интервью со Stefan Hertrich
Важным моментом является то, что вокальные партии Яны Вевы послужили основой для создания альбома:

Её вокал сам по себе очень вдохновляет меня, а вы вскоре и сами сможете убедиться, что её голос не просто голос, а источник великолепной атмосферы, благодаря своему стилю и мелодике. К тому же многие песни были написаны только ПОСЛЕ прослушивания вокальных линий Яны, а не наоборот!
— Stefan Hertrich, интервью журналу The MetalList

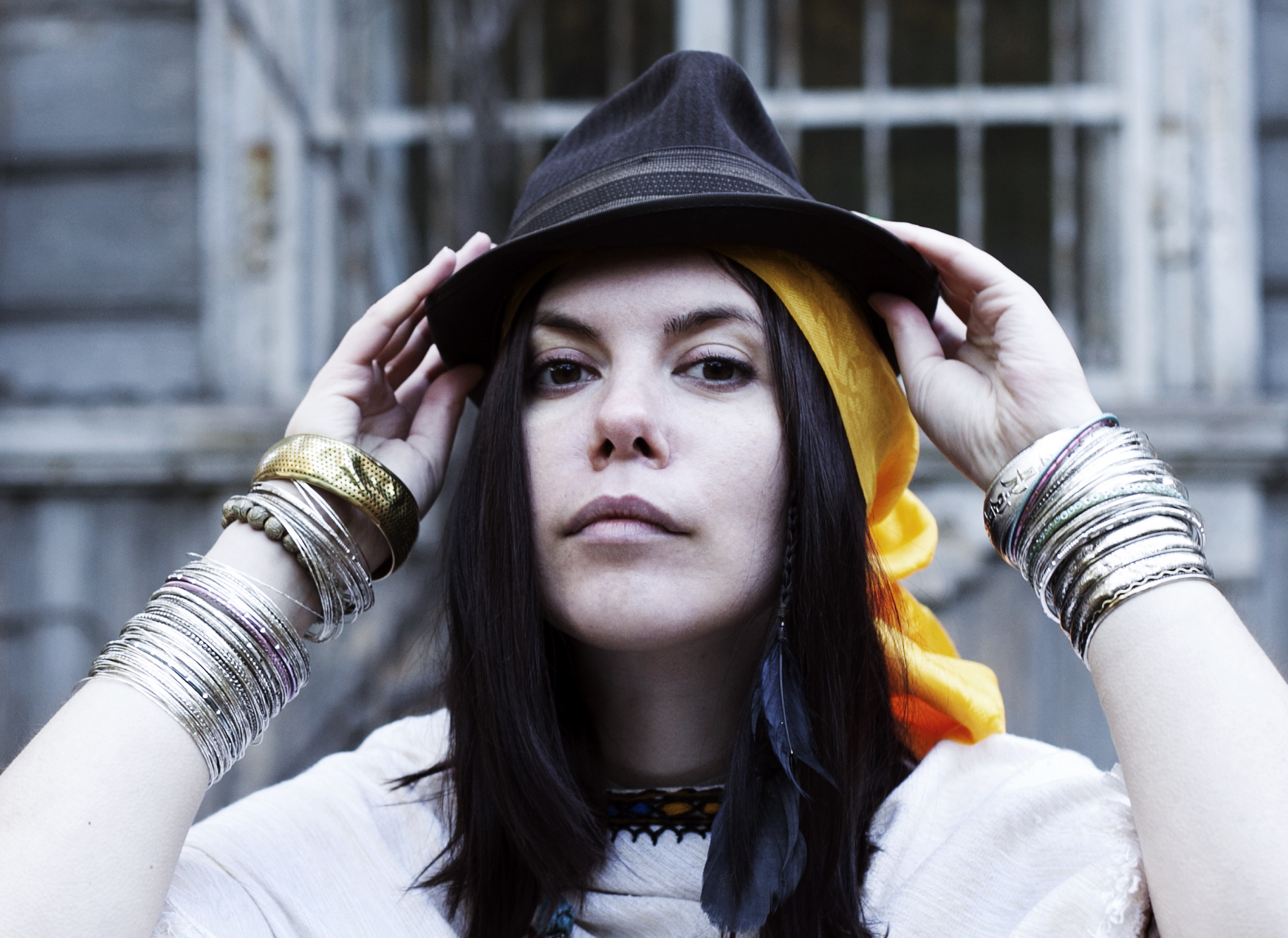
Яна Вева, фото Анны Рожецкой

В 2000-х годах существовал проект Яны Вевы под названием Samka,
два трека из которого: «Sschr» и «Sskrr» — вошли в состав британского сборника
Extreme Music From Russia, изданного лейблом Susan Lawly. Проект этот выдержан в жанре электронной музыки, печальной и трагичной по настроению и содержанию.
Для композиции «Mun» проекта Raxa, создающего музыку в жанре Ethnic Doom Metal, Яна Вева написала и исполнила вокальную партию.
Песня вошла в альбом Rabinal Achi. Как и все композиции альбома, она исполняется на древнем языке индейцев майя.
Альбом назван в честь эпической драмы народа майя доколумбовых времен «Воин из селения Рабиналь»,
записанной французским этнографом Шарлем Этьеном Брассёром де Бурбуром со слов Бартоло Сису — жителя селения Рабиналь (Гватемала).
Тексты песен альбома основаны на этом эпосе.
Большая творческая дружба объединяла группы Theodor Bastard и «Театр Яда», группы часто выступали вместе и совместно исполняли песни.
Несколько композиций «Театра Яда» были записаны с вокальной партией Яны Вевы. Одна из них: «Завершение Вершин» — была издана
в сборнике Colours Of Black: Russian Dark Scene Compilation, Volume 2. Кроме того, существует песня «Театра Яда»,
прямо посвященная Яне Веве, она так и называется — «Veva (Панегирик Для Яны Вевы)» и входит в альбом «Нигде не найдя иссякшее прежнее» 2006 года.
Для песни «Голос» группы Ole Lukkoye Яна Вева написала вокальную партию Небесного Голоса и неоднократно исполняла эту песню
совместно с группой Ole Lukkoye на концертах. Партия была написана буквально за один день и исполнена без каких-либо репетиций.
В сборник …It Just Is (In Memoriam: Jhonn Balance), посвященный памяти музыканта группы Coil Джона Бэланса,
вошёл ремейк песни Coil «Love Secret Domain», вокальная партия Яны Вевы в этой композиции задумана и решена ею как реквием.
Эта композиция была высоко оценена вторым лидером Coil Питером Кристоферсоном
во время его совместного с Theodor Bastard концерта в Санкт-Петербурге, посвященного памяти Джона Бэланса. Концерт прошёл 23 декабря 2005 года.
Яна Вева и Юрий Шевчук вместе участвовали в записи песни «Вах-вах» группы «Декабрь», вошедшей в альбом «Тишины больше не будет».
Также Яна Вева исполнила песню «Good Bye, My Gray Man» в авангардном мультфильме режиссёра Андрея Бахурина «Серый человек».

## Дискография

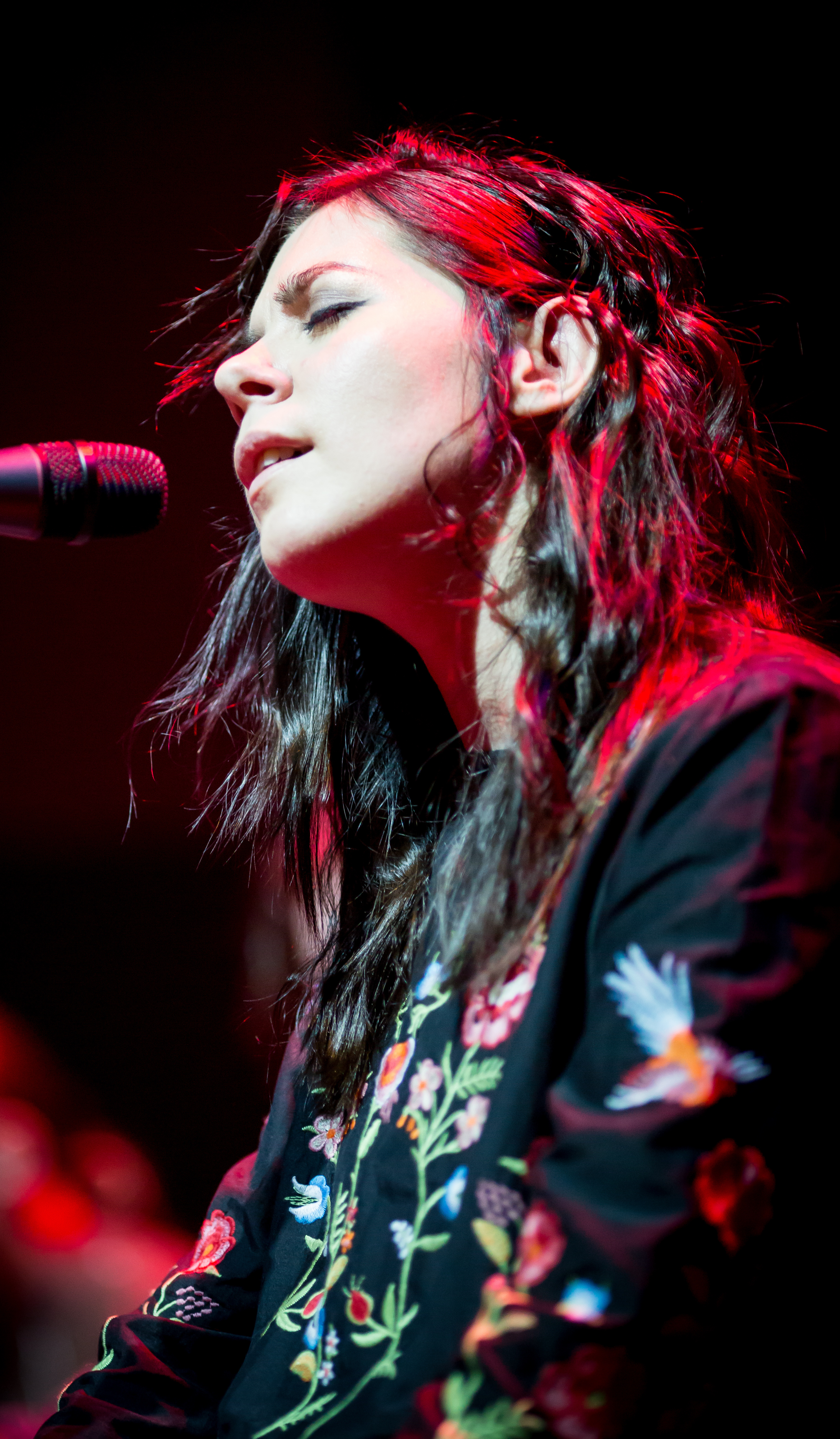
Яна Вева, фото Алексея Машутикова

### Альбомы группы Theodor Bastard
- 2004 — Пустота
- 2006 — Суета
- 2008 — «Мир» (сингл)
- 2008 — Белое: Ловля Злых Зверей
- 2009 — Белое: Предчувствия и Сны
- 2009 — «Будем жить» (сингл)
- 2010 — «Tapachula» (сингл)
- 2011 — Remixed
- 2012 — Music for the empty spaces
- 2012 — Oikoumene
- 2014 — Пустота (Remastered)
- 2015 — Ветви
- 2017 — Utopia
- 2018 — Белое: Ловля злых зверей (10th Anniversary Edition)
- 2020 — Волчья ягода
- 2023 — Oikoumene - Remastered

### Альбомы группы SpiRitual
- 2006 — Pulse

### Альбомы группы Shiva in Exile
- 2008 — Nour

### Альбомы группы Raxa
- 2007 — Rabinal Achi

### Альбомы группы «Декабрь»
- 2006 — Тишины Больше Не Будет

### Сборники
- 2004 — Extreme Music From Russia
- 2005 — …It Just Is (In Memoriam: Jhonn Balance)
- 2006 — Colours Of Black: Russian Dark Scene Compilation, Volume 2
- 2006 — Sonic Seducer Cold Hands Seduction Vol. 57

## Интервью
- Theodor Bastard: «Ладога, Карельский перешеек — это наши места силы»  Архивная копия от 16 января 2017 на Wayback Machine (10 апреля 2015)
- Мой iTunes: Яна Вева из Theodor Bastard комментирует классические и новые треки Архивная копия от 26 декабря 2016 на Wayback Machine (31 марта 2015)
- Theodor Bastard: «Говорят, что мы вообще живем в трансе с рождения»  (9 июля 2015)
- Афиша Волна: Премьера сингла Theodor Bastard «Ветви» — Архив Архивная копия от 13 апреля 2016 на Wayback Machine (13 апреля 2015)
- Theodor Bastard в Пензе: «Мы можем сделать очень крутой саундтрек» Архивная копия от 3 июня 2017 на Wayback Machine (21 мая 2015)

## Видеоинтервью
- Интервью программе «Вечерний Чай» телеканала Теледом Архивная копия от 10 февраля 2017 на Wayback Machine
- Интервью для телеканала «Урал1» в Челябинске
- Интервью в фильме о записи альбома Vetvi Архивная копия от 16 июля 2020 на Wayback Machine